# 阿拉瓦內·雷扎伊
阿拉瓦內·雷扎伊（法語：Aravane Rezai，1987年3月14日—），港譯莉莎爾或雷莎伊，伊朗裔法國職業網球運動員。她的單打最高排名為第15（2010年10月11日）。她曾擊敗過許多WTA巡迴賽的頂尖球員，例如賈斯汀·海寧、維納斯·威廉姆斯、維多利亞·阿扎倫卡、瑪麗亞·莎拉波娃、迪娜拉·薩芬娜、弗蘭切斯卡·斯基亞沃內、卡洛琳·沃茲尼亞奇、瑪麗昂·巴托利、弗拉維婭·佩內塔、西莫娜·哈莉普、耶萊娜·揚科維奇和杉山愛等球員。

## 職業生涯

### 2006年
法網，雷扎伊第二次參加法網，第二輪擊敗日本名將杉山闖進第三輪，第三輪遭到捷克新秀瓦伊迪索娃淘汰出局。
另外在美網，首次參加美網，雷扎伊拍落二位種子歌恩菲特、基里連科闖進第四輪，第四輪不敵俄羅斯名將德門蒂耶娃。

### 2007年
澳網，首輪淘汰出局。
溫網，首次參賽溫網，闖進第三輪，但遭到未來大滿貫得主安娜·伊萬諾維奇淘汰出局。
在美網也是在第二輪安娜·伊萬諾維奇淘汰出局。

### 2008年
澳網，雷扎伊第二輪擊敗13種子同胞好手塔蒂亞娜·戈洛文，但第三輪遭到台灣球員謝淑薇擊敗。

### 2009年
法網，首度闖進第四輪，遭到世界第一迪娜拉·薩芬娜淘汰出局。

### 2010年
馬德里公開賽，首度闖進WTA四項女子皇冠明珠賽決賽，並以6-2, 7-5直落二盤擊敗前世界第一維納斯·威廉絲。

### 2024年
雷扎伊宣布復出網壇，且在ITF賽事上取得不錯的成績，現排名為673名

## 外部連結
- 阿拉瓦內·雷扎伊的国际女子网球协会官方資料（英文）
- 阿拉瓦內·雷扎伊的國際網球總會 職業／青少年 官方資料（英文）
- Fed Cup - Player profile - Aravane REZAI (FRA) （页面存档备份，存于）